# Кавіте (провінція)
Кавіте (філ.: Lalawigan ng Kabite; чав.: Provincia de Cavite) — провінція Філіппін, розташована на південному березі затоки Маніла в регіоні Калабарсон на острові Лусон. Розташована всього за 21 км (13 миль) на південь від столиці країни, є однією з найбільш промислово розвинених провінцій. З населенням 3 678 301 особа в 2015 році була найгустозаселенішою провінцією на Філіппінах.
На сході провінція межує з провінцією Лагуна, на північному сході з Метро Маніла, на півдні — з провінцією Батангас, на заході — з Південнокитайським морем. Поряд з провінцією Рісаль Кавіте є найменшою провінцією в регіоні Калабарсон. Кавіте займає площу 1 427 км2, що становить 8,72 % від площі регіону і 0,48 % від загальної площі Філіппін.
Географічно Кавіте поділяється на чотири області: прибережна низовина, низовина, горбиста місцевість, гірська місцевість.
В Кавіте є багато живописних та мальовничих місць, які сприяють розвитку туристичного бізнесу.
Протягом понад 300 років провінція була відома як «історична столиця Філіппін», Кавіте стала колискою філіппінської революції за звільнення від іспанського колоніального панування, яка завершилася підписанням Декларації про незалежність 12 червня 1898 року в Кавіте (Республіка Філіппіни (1899—1901)).